# 박향민
박향민(朴鄕民, 1916년 ~ 1945년)은 일제강점기의 연극인이다. 극작가와 연극평론가로 주로 활동했고, 소설도 창작했다.

## 생애
1935년 《조선중앙일보》 현상문예에 희곡 〈금일의 여성〉을 당선시켜 등단한 뒤 희곡과 소설, 수필을 발표하며 문필 활동을 했다. 1938년 소장파 예술인들이 모여 창단한 극단 낭만좌에 가담하여 진우촌과 함께 문예부 책임자를 맡은바 있다. 1941년에는 극단 성군 창립에 참여했다.
일제 강점기 말기에 태평레코드에서 발표된 가요의 노랫말을 창작하기도 했다. 1943년 발표된 친일 가요 〈전선의 달〉 작사자로도 알려져 있다. 이재호가 작곡하고 이인권이 노래한 이 곡은, 태평양 전쟁에 지원병으로 참전한 한국 청년이 일장기를 보며 승리를 다짐한다는 내용을 담고 있다.
2008년 민족문제연구소가 정리한 친일인명사전 수록예정자 명단 연극/영화 부문에 포함되었으나 보류되었다.

## 참고자료
- 권영민 (2004년 2월 25일). 《한국현대문학대사전》. 서울: 서울대학교출판부. 389쪽. ISBN 8952104617.